# Michael Bowen
Michael Bowen Jr. (Texas; 21 de junio de 1953) es un actor estadounidense de cine y televisión. Ha aparecido en varias películas, entre ellas: Jackie Brown, Magnolia, Less Than Zero y Kill Bill: Vol 1. También ha aparecido en la televisión interpretando el papel de Danny Pickett en la serie Lost. Y tuvo un importante papel en los capítulos finales de Breaking Bad, interpretando al tío Jack, líder de la banda nazi.
Es hijo de la actriz Sonia Sorel y del pintor Michael Bowen. Es medio hermano de Robert y Keith Carradine. Sus sobrinas son las actrices Martha Plimpton y Ever Carradine.

## Filmografía seleccionada
- A Soldier's Revenge - Feldman (2020)
- Breaking Bad - Jack Welker (2012-2013)
- Deadgirl - Clint (2008)
- The Box Collector - Burt (2008)
- The Death and Life of Bobby Z - Duke (2007)
- Drive - Oficial Poole (1 episodio, 2007)
- Lost - Danny Pickett (7 episodios, 2006-2007)
- Permanent Vacation - Hollerenshaw (2007)
- The Work and the Glory III: A House Divided - Robert Johnson (2006)
- Bobby (2006) (sin acreditar)
- Bones - Ray Sparks (1 episodio, 2006)
- The Work and the Glory II: American Zion - Robert Johnson (2005)
- The Lost - Detective Charlie Schilling (2005)
- Chandler Hall - Richard (2005)
- Self Medicated - Dan Jones (2005)
- The Inside - Bill Strong (1 episodio, 2005)
- Lethal Eviction - Lewis (2005)
- Kill Bill: Volumen 1 - Buck (2003)
- Magnolia - Rick Spector (1999)
- Jackie Brown - Mark Dargas (1997)
- Private Resort - Scott (1985)
- Valley Girl - Tommy (1983)